# Région du Kōshin'etsu
La région de Kōshin'etsu (甲信越) est une sous-région de la région du Chūbu au Japon comportant les préfectures de Yamanashi, Nagano et Niigata. 
Le nom est l'abréviation des noms des anciennes provinces de Kai (甲斐, actuelle Yamanashi), Shinano (信濃, actuelle Nagano) et Echigo (越後, essentiel de l'actuelle Niigata). 
Le terme de région du Shin'etsu (信越) est employé lorsque la préfecture de Yamanashi est exclue de cet ensemble. Et les deux préfectures du Shin'etsu (Nagano et Niigata) sont parfois associées aux trois préfectures d'une autre sous-région du Chūbu, Hokuriku, pour former le Hoku-shin'etsu (北信越). Ce dernier constitue d'ailleurs l'un des blocs législatifs utilisés pour l'élection à la proportionnelle de certains membres de la Chambre des représentants. On appelle région de Kōshin (甲信) lorsqu'on enlève en revanche aux trois préfectures du Kōshin'etsu celle côtière de Niigata, pour ne conserver que les deux préfectures montagneuses de Nagano et de Yamanashi. L'appellation de Chūō Kōchi (中央高地), soit littéralement « Hautes terres centrales », est également utilisé à la place de Kōshin, en y ajoutant aussi quelquefois certaines parties de la préfecture de Gifu (Hida au nord et Tōnō au sud-est).  